# Re (scacchi)

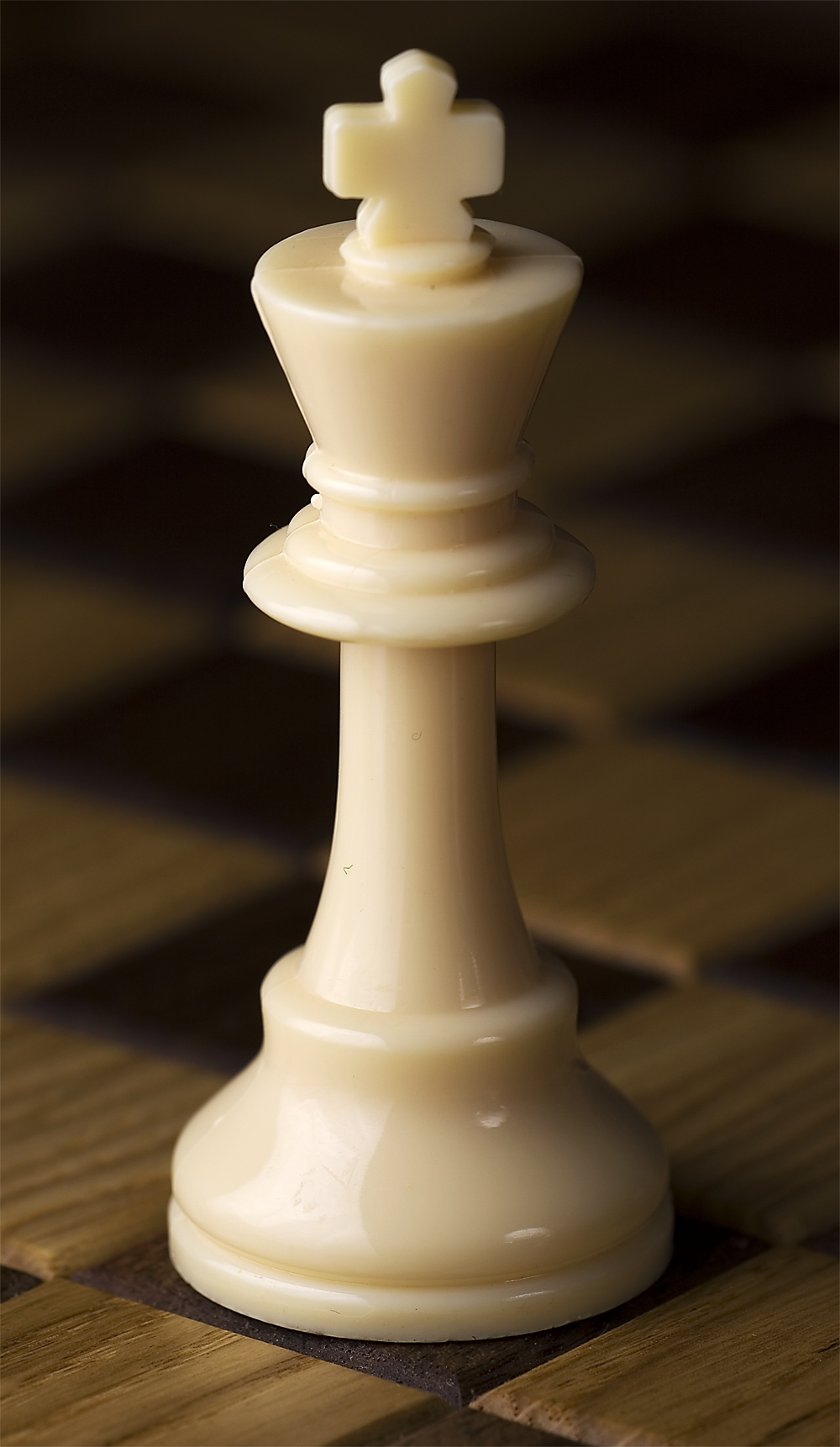
Un re bianco

Nel gioco degli scacchi il re (♔, ♚) è il pezzo più importante e non può in nessun caso essere catturato, inoltre una mossa che lasci il proprio re in presa è illegale. Ogni volta che il re è minacciato di presa, viene detto "sotto scacco" ed il giocatore che lo difende è obbligato a risolvere questa situazione nella mossa immediatamente successiva. Se non è possibile rimediare, è scacco matto.

## Il movimento
|   | a                                 | b                                 | c                                 | d                                 | e                                 | f                                 | g                                 | h                                 |   |
| 8 | e8 re del nero · e1 re del bianco | e8 re del nero · e1 re del bianco | e8 re del nero · e1 re del bianco | e8 re del nero · e1 re del bianco | e8 re del nero · e1 re del bianco | e8 re del nero · e1 re del bianco | e8 re del nero · e1 re del bianco | e8 re del nero · e1 re del bianco | 8 |
| 7 | e8 re del nero · e1 re del bianco | e8 re del nero · e1 re del bianco | e8 re del nero · e1 re del bianco | e8 re del nero · e1 re del bianco | e8 re del nero · e1 re del bianco | e8 re del nero · e1 re del bianco | e8 re del nero · e1 re del bianco | e8 re del nero · e1 re del bianco | 7 |
| 6 | e8 re del nero · e1 re del bianco | e8 re del nero · e1 re del bianco | e8 re del nero · e1 re del bianco | e8 re del nero · e1 re del bianco | e8 re del nero · e1 re del bianco | e8 re del nero · e1 re del bianco | e8 re del nero · e1 re del bianco | e8 re del nero · e1 re del bianco | 6 |
| 5 | e8 re del nero · e1 re del bianco | e8 re del nero · e1 re del bianco | e8 re del nero · e1 re del bianco | e8 re del nero · e1 re del bianco | e8 re del nero · e1 re del bianco | e8 re del nero · e1 re del bianco | e8 re del nero · e1 re del bianco | e8 re del nero · e1 re del bianco | 5 |
| 4 | e8 re del nero · e1 re del bianco | e8 re del nero · e1 re del bianco | e8 re del nero · e1 re del bianco | e8 re del nero · e1 re del bianco | e8 re del nero · e1 re del bianco | e8 re del nero · e1 re del bianco | e8 re del nero · e1 re del bianco | e8 re del nero · e1 re del bianco | 4 |
| 3 | e8 re del nero · e1 re del bianco | e8 re del nero · e1 re del bianco | e8 re del nero · e1 re del bianco | e8 re del nero · e1 re del bianco | e8 re del nero · e1 re del bianco | e8 re del nero · e1 re del bianco | e8 re del nero · e1 re del bianco | e8 re del nero · e1 re del bianco | 3 |
| 2 | e8 re del nero · e1 re del bianco | e8 re del nero · e1 re del bianco | e8 re del nero · e1 re del bianco | e8 re del nero · e1 re del bianco | e8 re del nero · e1 re del bianco | e8 re del nero · e1 re del bianco | e8 re del nero · e1 re del bianco | e8 re del nero · e1 re del bianco | 2 |
| 1 | e8 re del nero · e1 re del bianco | e8 re del nero · e1 re del bianco | e8 re del nero · e1 re del bianco | e8 re del nero · e1 re del bianco | e8 re del nero · e1 re del bianco | e8 re del nero · e1 re del bianco | e8 re del nero · e1 re del bianco | e8 re del nero · e1 re del bianco | 1 |
|   | a                                 | b                                 | c                                 | d                                 | e                                 | f                                 | g                                 | h                                 |   |

|   | a | b | c | d | e | f | g | h |   |
| 8 | a8 cerchio nero · b8 cerchio nero · c8 cerchio nero · a7 cerchio nero · b7 re del nero · c7 cerchio nero · a6 cerchio nero · b6 cerchio nero · c6 cerchio nero · c5 cerchio bianco · d5 cerchio bianco · e5 cerchio bianco · c4 cerchio bianco · d4 re del bianco · e4 cerchio bianco · c3 cerchio bianco · d3 cerchio bianco · e3 cerchio bianco | a8 cerchio nero · b8 cerchio nero · c8 cerchio nero · a7 cerchio nero · b7 re del nero · c7 cerchio nero · a6 cerchio nero · b6 cerchio nero · c6 cerchio nero · c5 cerchio bianco · d5 cerchio bianco · e5 cerchio bianco · c4 cerchio bianco · d4 re del bianco · e4 cerchio bianco · c3 cerchio bianco · d3 cerchio bianco · e3 cerchio bianco | a8 cerchio nero · b8 cerchio nero · c8 cerchio nero · a7 cerchio nero · b7 re del nero · c7 cerchio nero · a6 cerchio nero · b6 cerchio nero · c6 cerchio nero · c5 cerchio bianco · d5 cerchio bianco · e5 cerchio bianco · c4 cerchio bianco · d4 re del bianco · e4 cerchio bianco · c3 cerchio bianco · d3 cerchio bianco · e3 cerchio bianco | a8 cerchio nero · b8 cerchio nero · c8 cerchio nero · a7 cerchio nero · b7 re del nero · c7 cerchio nero · a6 cerchio nero · b6 cerchio nero · c6 cerchio nero · c5 cerchio bianco · d5 cerchio bianco · e5 cerchio bianco · c4 cerchio bianco · d4 re del bianco · e4 cerchio bianco · c3 cerchio bianco · d3 cerchio bianco · e3 cerchio bianco | a8 cerchio nero · b8 cerchio nero · c8 cerchio nero · a7 cerchio nero · b7 re del nero · c7 cerchio nero · a6 cerchio nero · b6 cerchio nero · c6 cerchio nero · c5 cerchio bianco · d5 cerchio bianco · e5 cerchio bianco · c4 cerchio bianco · d4 re del bianco · e4 cerchio bianco · c3 cerchio bianco · d3 cerchio bianco · e3 cerchio bianco | a8 cerchio nero · b8 cerchio nero · c8 cerchio nero · a7 cerchio nero · b7 re del nero · c7 cerchio nero · a6 cerchio nero · b6 cerchio nero · c6 cerchio nero · c5 cerchio bianco · d5 cerchio bianco · e5 cerchio bianco · c4 cerchio bianco · d4 re del bianco · e4 cerchio bianco · c3 cerchio bianco · d3 cerchio bianco · e3 cerchio bianco | a8 cerchio nero · b8 cerchio nero · c8 cerchio nero · a7 cerchio nero · b7 re del nero · c7 cerchio nero · a6 cerchio nero · b6 cerchio nero · c6 cerchio nero · c5 cerchio bianco · d5 cerchio bianco · e5 cerchio bianco · c4 cerchio bianco · d4 re del bianco · e4 cerchio bianco · c3 cerchio bianco · d3 cerchio bianco · e3 cerchio bianco | a8 cerchio nero · b8 cerchio nero · c8 cerchio nero · a7 cerchio nero · b7 re del nero · c7 cerchio nero · a6 cerchio nero · b6 cerchio nero · c6 cerchio nero · c5 cerchio bianco · d5 cerchio bianco · e5 cerchio bianco · c4 cerchio bianco · d4 re del bianco · e4 cerchio bianco · c3 cerchio bianco · d3 cerchio bianco · e3 cerchio bianco | 8 |
| 7 | a8 cerchio nero · b8 cerchio nero · c8 cerchio nero · a7 cerchio nero · b7 re del nero · c7 cerchio nero · a6 cerchio nero · b6 cerchio nero · c6 cerchio nero · c5 cerchio bianco · d5 cerchio bianco · e5 cerchio bianco · c4 cerchio bianco · d4 re del bianco · e4 cerchio bianco · c3 cerchio bianco · d3 cerchio bianco · e3 cerchio bianco | a8 cerchio nero · b8 cerchio nero · c8 cerchio nero · a7 cerchio nero · b7 re del nero · c7 cerchio nero · a6 cerchio nero · b6 cerchio nero · c6 cerchio nero · c5 cerchio bianco · d5 cerchio bianco · e5 cerchio bianco · c4 cerchio bianco · d4 re del bianco · e4 cerchio bianco · c3 cerchio bianco · d3 cerchio bianco · e3 cerchio bianco | a8 cerchio nero · b8 cerchio nero · c8 cerchio nero · a7 cerchio nero · b7 re del nero · c7 cerchio nero · a6 cerchio nero · b6 cerchio nero · c6 cerchio nero · c5 cerchio bianco · d5 cerchio bianco · e5 cerchio bianco · c4 cerchio bianco · d4 re del bianco · e4 cerchio bianco · c3 cerchio bianco · d3 cerchio bianco · e3 cerchio bianco | a8 cerchio nero · b8 cerchio nero · c8 cerchio nero · a7 cerchio nero · b7 re del nero · c7 cerchio nero · a6 cerchio nero · b6 cerchio nero · c6 cerchio nero · c5 cerchio bianco · d5 cerchio bianco · e5 cerchio bianco · c4 cerchio bianco · d4 re del bianco · e4 cerchio bianco · c3 cerchio bianco · d3 cerchio bianco · e3 cerchio bianco | a8 cerchio nero · b8 cerchio nero · c8 cerchio nero · a7 cerchio nero · b7 re del nero · c7 cerchio nero · a6 cerchio nero · b6 cerchio nero · c6 cerchio nero · c5 cerchio bianco · d5 cerchio bianco · e5 cerchio bianco · c4 cerchio bianco · d4 re del bianco · e4 cerchio bianco · c3 cerchio bianco · d3 cerchio bianco · e3 cerchio bianco | a8 cerchio nero · b8 cerchio nero · c8 cerchio nero · a7 cerchio nero · b7 re del nero · c7 cerchio nero · a6 cerchio nero · b6 cerchio nero · c6 cerchio nero · c5 cerchio bianco · d5 cerchio bianco · e5 cerchio bianco · c4 cerchio bianco · d4 re del bianco · e4 cerchio bianco · c3 cerchio bianco · d3 cerchio bianco · e3 cerchio bianco | a8 cerchio nero · b8 cerchio nero · c8 cerchio nero · a7 cerchio nero · b7 re del nero · c7 cerchio nero · a6 cerchio nero · b6 cerchio nero · c6 cerchio nero · c5 cerchio bianco · d5 cerchio bianco · e5 cerchio bianco · c4 cerchio bianco · d4 re del bianco · e4 cerchio bianco · c3 cerchio bianco · d3 cerchio bianco · e3 cerchio bianco | a8 cerchio nero · b8 cerchio nero · c8 cerchio nero · a7 cerchio nero · b7 re del nero · c7 cerchio nero · a6 cerchio nero · b6 cerchio nero · c6 cerchio nero · c5 cerchio bianco · d5 cerchio bianco · e5 cerchio bianco · c4 cerchio bianco · d4 re del bianco · e4 cerchio bianco · c3 cerchio bianco · d3 cerchio bianco · e3 cerchio bianco | 7 |
| 6 | a8 cerchio nero · b8 cerchio nero · c8 cerchio nero · a7 cerchio nero · b7 re del nero · c7 cerchio nero · a6 cerchio nero · b6 cerchio nero · c6 cerchio nero · c5 cerchio bianco · d5 cerchio bianco · e5 cerchio bianco · c4 cerchio bianco · d4 re del bianco · e4 cerchio bianco · c3 cerchio bianco · d3 cerchio bianco · e3 cerchio bianco | a8 cerchio nero · b8 cerchio nero · c8 cerchio nero · a7 cerchio nero · b7 re del nero · c7 cerchio nero · a6 cerchio nero · b6 cerchio nero · c6 cerchio nero · c5 cerchio bianco · d5 cerchio bianco · e5 cerchio bianco · c4 cerchio bianco · d4 re del bianco · e4 cerchio bianco · c3 cerchio bianco · d3 cerchio bianco · e3 cerchio bianco | a8 cerchio nero · b8 cerchio nero · c8 cerchio nero · a7 cerchio nero · b7 re del nero · c7 cerchio nero · a6 cerchio nero · b6 cerchio nero · c6 cerchio nero · c5 cerchio bianco · d5 cerchio bianco · e5 cerchio bianco · c4 cerchio bianco · d4 re del bianco · e4 cerchio bianco · c3 cerchio bianco · d3 cerchio bianco · e3 cerchio bianco | a8 cerchio nero · b8 cerchio nero · c8 cerchio nero · a7 cerchio nero · b7 re del nero · c7 cerchio nero · a6 cerchio nero · b6 cerchio nero · c6 cerchio nero · c5 cerchio bianco · d5 cerchio bianco · e5 cerchio bianco · c4 cerchio bianco · d4 re del bianco · e4 cerchio bianco · c3 cerchio bianco · d3 cerchio bianco · e3 cerchio bianco | a8 cerchio nero · b8 cerchio nero · c8 cerchio nero · a7 cerchio nero · b7 re del nero · c7 cerchio nero · a6 cerchio nero · b6 cerchio nero · c6 cerchio nero · c5 cerchio bianco · d5 cerchio bianco · e5 cerchio bianco · c4 cerchio bianco · d4 re del bianco · e4 cerchio bianco · c3 cerchio bianco · d3 cerchio bianco · e3 cerchio bianco | a8 cerchio nero · b8 cerchio nero · c8 cerchio nero · a7 cerchio nero · b7 re del nero · c7 cerchio nero · a6 cerchio nero · b6 cerchio nero · c6 cerchio nero · c5 cerchio bianco · d5 cerchio bianco · e5 cerchio bianco · c4 cerchio bianco · d4 re del bianco · e4 cerchio bianco · c3 cerchio bianco · d3 cerchio bianco · e3 cerchio bianco | a8 cerchio nero · b8 cerchio nero · c8 cerchio nero · a7 cerchio nero · b7 re del nero · c7 cerchio nero · a6 cerchio nero · b6 cerchio nero · c6 cerchio nero · c5 cerchio bianco · d5 cerchio bianco · e5 cerchio bianco · c4 cerchio bianco · d4 re del bianco · e4 cerchio bianco · c3 cerchio bianco · d3 cerchio bianco · e3 cerchio bianco | a8 cerchio nero · b8 cerchio nero · c8 cerchio nero · a7 cerchio nero · b7 re del nero · c7 cerchio nero · a6 cerchio nero · b6 cerchio nero · c6 cerchio nero · c5 cerchio bianco · d5 cerchio bianco · e5 cerchio bianco · c4 cerchio bianco · d4 re del bianco · e4 cerchio bianco · c3 cerchio bianco · d3 cerchio bianco · e3 cerchio bianco | 6 |
| 5 | a8 cerchio nero · b8 cerchio nero · c8 cerchio nero · a7 cerchio nero · b7 re del nero · c7 cerchio nero · a6 cerchio nero · b6 cerchio nero · c6 cerchio nero · c5 cerchio bianco · d5 cerchio bianco · e5 cerchio bianco · c4 cerchio bianco · d4 re del bianco · e4 cerchio bianco · c3 cerchio bianco · d3 cerchio bianco · e3 cerchio bianco | a8 cerchio nero · b8 cerchio nero · c8 cerchio nero · a7 cerchio nero · b7 re del nero · c7 cerchio nero · a6 cerchio nero · b6 cerchio nero · c6 cerchio nero · c5 cerchio bianco · d5 cerchio bianco · e5 cerchio bianco · c4 cerchio bianco · d4 re del bianco · e4 cerchio bianco · c3 cerchio bianco · d3 cerchio bianco · e3 cerchio bianco | a8 cerchio nero · b8 cerchio nero · c8 cerchio nero · a7 cerchio nero · b7 re del nero · c7 cerchio nero · a6 cerchio nero · b6 cerchio nero · c6 cerchio nero · c5 cerchio bianco · d5 cerchio bianco · e5 cerchio bianco · c4 cerchio bianco · d4 re del bianco · e4 cerchio bianco · c3 cerchio bianco · d3 cerchio bianco · e3 cerchio bianco | a8 cerchio nero · b8 cerchio nero · c8 cerchio nero · a7 cerchio nero · b7 re del nero · c7 cerchio nero · a6 cerchio nero · b6 cerchio nero · c6 cerchio nero · c5 cerchio bianco · d5 cerchio bianco · e5 cerchio bianco · c4 cerchio bianco · d4 re del bianco · e4 cerchio bianco · c3 cerchio bianco · d3 cerchio bianco · e3 cerchio bianco | a8 cerchio nero · b8 cerchio nero · c8 cerchio nero · a7 cerchio nero · b7 re del nero · c7 cerchio nero · a6 cerchio nero · b6 cerchio nero · c6 cerchio nero · c5 cerchio bianco · d5 cerchio bianco · e5 cerchio bianco · c4 cerchio bianco · d4 re del bianco · e4 cerchio bianco · c3 cerchio bianco · d3 cerchio bianco · e3 cerchio bianco | a8 cerchio nero · b8 cerchio nero · c8 cerchio nero · a7 cerchio nero · b7 re del nero · c7 cerchio nero · a6 cerchio nero · b6 cerchio nero · c6 cerchio nero · c5 cerchio bianco · d5 cerchio bianco · e5 cerchio bianco · c4 cerchio bianco · d4 re del bianco · e4 cerchio bianco · c3 cerchio bianco · d3 cerchio bianco · e3 cerchio bianco | a8 cerchio nero · b8 cerchio nero · c8 cerchio nero · a7 cerchio nero · b7 re del nero · c7 cerchio nero · a6 cerchio nero · b6 cerchio nero · c6 cerchio nero · c5 cerchio bianco · d5 cerchio bianco · e5 cerchio bianco · c4 cerchio bianco · d4 re del bianco · e4 cerchio bianco · c3 cerchio bianco · d3 cerchio bianco · e3 cerchio bianco | a8 cerchio nero · b8 cerchio nero · c8 cerchio nero · a7 cerchio nero · b7 re del nero · c7 cerchio nero · a6 cerchio nero · b6 cerchio nero · c6 cerchio nero · c5 cerchio bianco · d5 cerchio bianco · e5 cerchio bianco · c4 cerchio bianco · d4 re del bianco · e4 cerchio bianco · c3 cerchio bianco · d3 cerchio bianco · e3 cerchio bianco | 5 |
| 4 | a8 cerchio nero · b8 cerchio nero · c8 cerchio nero · a7 cerchio nero · b7 re del nero · c7 cerchio nero · a6 cerchio nero · b6 cerchio nero · c6 cerchio nero · c5 cerchio bianco · d5 cerchio bianco · e5 cerchio bianco · c4 cerchio bianco · d4 re del bianco · e4 cerchio bianco · c3 cerchio bianco · d3 cerchio bianco · e3 cerchio bianco | a8 cerchio nero · b8 cerchio nero · c8 cerchio nero · a7 cerchio nero · b7 re del nero · c7 cerchio nero · a6 cerchio nero · b6 cerchio nero · c6 cerchio nero · c5 cerchio bianco · d5 cerchio bianco · e5 cerchio bianco · c4 cerchio bianco · d4 re del bianco · e4 cerchio bianco · c3 cerchio bianco · d3 cerchio bianco · e3 cerchio bianco | a8 cerchio nero · b8 cerchio nero · c8 cerchio nero · a7 cerchio nero · b7 re del nero · c7 cerchio nero · a6 cerchio nero · b6 cerchio nero · c6 cerchio nero · c5 cerchio bianco · d5 cerchio bianco · e5 cerchio bianco · c4 cerchio bianco · d4 re del bianco · e4 cerchio bianco · c3 cerchio bianco · d3 cerchio bianco · e3 cerchio bianco | a8 cerchio nero · b8 cerchio nero · c8 cerchio nero · a7 cerchio nero · b7 re del nero · c7 cerchio nero · a6 cerchio nero · b6 cerchio nero · c6 cerchio nero · c5 cerchio bianco · d5 cerchio bianco · e5 cerchio bianco · c4 cerchio bianco · d4 re del bianco · e4 cerchio bianco · c3 cerchio bianco · d3 cerchio bianco · e3 cerchio bianco | a8 cerchio nero · b8 cerchio nero · c8 cerchio nero · a7 cerchio nero · b7 re del nero · c7 cerchio nero · a6 cerchio nero · b6 cerchio nero · c6 cerchio nero · c5 cerchio bianco · d5 cerchio bianco · e5 cerchio bianco · c4 cerchio bianco · d4 re del bianco · e4 cerchio bianco · c3 cerchio bianco · d3 cerchio bianco · e3 cerchio bianco | a8 cerchio nero · b8 cerchio nero · c8 cerchio nero · a7 cerchio nero · b7 re del nero · c7 cerchio nero · a6 cerchio nero · b6 cerchio nero · c6 cerchio nero · c5 cerchio bianco · d5 cerchio bianco · e5 cerchio bianco · c4 cerchio bianco · d4 re del bianco · e4 cerchio bianco · c3 cerchio bianco · d3 cerchio bianco · e3 cerchio bianco | a8 cerchio nero · b8 cerchio nero · c8 cerchio nero · a7 cerchio nero · b7 re del nero · c7 cerchio nero · a6 cerchio nero · b6 cerchio nero · c6 cerchio nero · c5 cerchio bianco · d5 cerchio bianco · e5 cerchio bianco · c4 cerchio bianco · d4 re del bianco · e4 cerchio bianco · c3 cerchio bianco · d3 cerchio bianco · e3 cerchio bianco | a8 cerchio nero · b8 cerchio nero · c8 cerchio nero · a7 cerchio nero · b7 re del nero · c7 cerchio nero · a6 cerchio nero · b6 cerchio nero · c6 cerchio nero · c5 cerchio bianco · d5 cerchio bianco · e5 cerchio bianco · c4 cerchio bianco · d4 re del bianco · e4 cerchio bianco · c3 cerchio bianco · d3 cerchio bianco · e3 cerchio bianco | 4 |
| 3 | a8 cerchio nero · b8 cerchio nero · c8 cerchio nero · a7 cerchio nero · b7 re del nero · c7 cerchio nero · a6 cerchio nero · b6 cerchio nero · c6 cerchio nero · c5 cerchio bianco · d5 cerchio bianco · e5 cerchio bianco · c4 cerchio bianco · d4 re del bianco · e4 cerchio bianco · c3 cerchio bianco · d3 cerchio bianco · e3 cerchio bianco | a8 cerchio nero · b8 cerchio nero · c8 cerchio nero · a7 cerchio nero · b7 re del nero · c7 cerchio nero · a6 cerchio nero · b6 cerchio nero · c6 cerchio nero · c5 cerchio bianco · d5 cerchio bianco · e5 cerchio bianco · c4 cerchio bianco · d4 re del bianco · e4 cerchio bianco · c3 cerchio bianco · d3 cerchio bianco · e3 cerchio bianco | a8 cerchio nero · b8 cerchio nero · c8 cerchio nero · a7 cerchio nero · b7 re del nero · c7 cerchio nero · a6 cerchio nero · b6 cerchio nero · c6 cerchio nero · c5 cerchio bianco · d5 cerchio bianco · e5 cerchio bianco · c4 cerchio bianco · d4 re del bianco · e4 cerchio bianco · c3 cerchio bianco · d3 cerchio bianco · e3 cerchio bianco | a8 cerchio nero · b8 cerchio nero · c8 cerchio nero · a7 cerchio nero · b7 re del nero · c7 cerchio nero · a6 cerchio nero · b6 cerchio nero · c6 cerchio nero · c5 cerchio bianco · d5 cerchio bianco · e5 cerchio bianco · c4 cerchio bianco · d4 re del bianco · e4 cerchio bianco · c3 cerchio bianco · d3 cerchio bianco · e3 cerchio bianco | a8 cerchio nero · b8 cerchio nero · c8 cerchio nero · a7 cerchio nero · b7 re del nero · c7 cerchio nero · a6 cerchio nero · b6 cerchio nero · c6 cerchio nero · c5 cerchio bianco · d5 cerchio bianco · e5 cerchio bianco · c4 cerchio bianco · d4 re del bianco · e4 cerchio bianco · c3 cerchio bianco · d3 cerchio bianco · e3 cerchio bianco | a8 cerchio nero · b8 cerchio nero · c8 cerchio nero · a7 cerchio nero · b7 re del nero · c7 cerchio nero · a6 cerchio nero · b6 cerchio nero · c6 cerchio nero · c5 cerchio bianco · d5 cerchio bianco · e5 cerchio bianco · c4 cerchio bianco · d4 re del bianco · e4 cerchio bianco · c3 cerchio bianco · d3 cerchio bianco · e3 cerchio bianco | a8 cerchio nero · b8 cerchio nero · c8 cerchio nero · a7 cerchio nero · b7 re del nero · c7 cerchio nero · a6 cerchio nero · b6 cerchio nero · c6 cerchio nero · c5 cerchio bianco · d5 cerchio bianco · e5 cerchio bianco · c4 cerchio bianco · d4 re del bianco · e4 cerchio bianco · c3 cerchio bianco · d3 cerchio bianco · e3 cerchio bianco | a8 cerchio nero · b8 cerchio nero · c8 cerchio nero · a7 cerchio nero · b7 re del nero · c7 cerchio nero · a6 cerchio nero · b6 cerchio nero · c6 cerchio nero · c5 cerchio bianco · d5 cerchio bianco · e5 cerchio bianco · c4 cerchio bianco · d4 re del bianco · e4 cerchio bianco · c3 cerchio bianco · d3 cerchio bianco · e3 cerchio bianco | 3 |
| 2 | a8 cerchio nero · b8 cerchio nero · c8 cerchio nero · a7 cerchio nero · b7 re del nero · c7 cerchio nero · a6 cerchio nero · b6 cerchio nero · c6 cerchio nero · c5 cerchio bianco · d5 cerchio bianco · e5 cerchio bianco · c4 cerchio bianco · d4 re del bianco · e4 cerchio bianco · c3 cerchio bianco · d3 cerchio bianco · e3 cerchio bianco | a8 cerchio nero · b8 cerchio nero · c8 cerchio nero · a7 cerchio nero · b7 re del nero · c7 cerchio nero · a6 cerchio nero · b6 cerchio nero · c6 cerchio nero · c5 cerchio bianco · d5 cerchio bianco · e5 cerchio bianco · c4 cerchio bianco · d4 re del bianco · e4 cerchio bianco · c3 cerchio bianco · d3 cerchio bianco · e3 cerchio bianco | a8 cerchio nero · b8 cerchio nero · c8 cerchio nero · a7 cerchio nero · b7 re del nero · c7 cerchio nero · a6 cerchio nero · b6 cerchio nero · c6 cerchio nero · c5 cerchio bianco · d5 cerchio bianco · e5 cerchio bianco · c4 cerchio bianco · d4 re del bianco · e4 cerchio bianco · c3 cerchio bianco · d3 cerchio bianco · e3 cerchio bianco | a8 cerchio nero · b8 cerchio nero · c8 cerchio nero · a7 cerchio nero · b7 re del nero · c7 cerchio nero · a6 cerchio nero · b6 cerchio nero · c6 cerchio nero · c5 cerchio bianco · d5 cerchio bianco · e5 cerchio bianco · c4 cerchio bianco · d4 re del bianco · e4 cerchio bianco · c3 cerchio bianco · d3 cerchio bianco · e3 cerchio bianco | a8 cerchio nero · b8 cerchio nero · c8 cerchio nero · a7 cerchio nero · b7 re del nero · c7 cerchio nero · a6 cerchio nero · b6 cerchio nero · c6 cerchio nero · c5 cerchio bianco · d5 cerchio bianco · e5 cerchio bianco · c4 cerchio bianco · d4 re del bianco · e4 cerchio bianco · c3 cerchio bianco · d3 cerchio bianco · e3 cerchio bianco | a8 cerchio nero · b8 cerchio nero · c8 cerchio nero · a7 cerchio nero · b7 re del nero · c7 cerchio nero · a6 cerchio nero · b6 cerchio nero · c6 cerchio nero · c5 cerchio bianco · d5 cerchio bianco · e5 cerchio bianco · c4 cerchio bianco · d4 re del bianco · e4 cerchio bianco · c3 cerchio bianco · d3 cerchio bianco · e3 cerchio bianco | a8 cerchio nero · b8 cerchio nero · c8 cerchio nero · a7 cerchio nero · b7 re del nero · c7 cerchio nero · a6 cerchio nero · b6 cerchio nero · c6 cerchio nero · c5 cerchio bianco · d5 cerchio bianco · e5 cerchio bianco · c4 cerchio bianco · d4 re del bianco · e4 cerchio bianco · c3 cerchio bianco · d3 cerchio bianco · e3 cerchio bianco | a8 cerchio nero · b8 cerchio nero · c8 cerchio nero · a7 cerchio nero · b7 re del nero · c7 cerchio nero · a6 cerchio nero · b6 cerchio nero · c6 cerchio nero · c5 cerchio bianco · d5 cerchio bianco · e5 cerchio bianco · c4 cerchio bianco · d4 re del bianco · e4 cerchio bianco · c3 cerchio bianco · d3 cerchio bianco · e3 cerchio bianco | 2 |
| 1 | a8 cerchio nero · b8 cerchio nero · c8 cerchio nero · a7 cerchio nero · b7 re del nero · c7 cerchio nero · a6 cerchio nero · b6 cerchio nero · c6 cerchio nero · c5 cerchio bianco · d5 cerchio bianco · e5 cerchio bianco · c4 cerchio bianco · d4 re del bianco · e4 cerchio bianco · c3 cerchio bianco · d3 cerchio bianco · e3 cerchio bianco | a8 cerchio nero · b8 cerchio nero · c8 cerchio nero · a7 cerchio nero · b7 re del nero · c7 cerchio nero · a6 cerchio nero · b6 cerchio nero · c6 cerchio nero · c5 cerchio bianco · d5 cerchio bianco · e5 cerchio bianco · c4 cerchio bianco · d4 re del bianco · e4 cerchio bianco · c3 cerchio bianco · d3 cerchio bianco · e3 cerchio bianco | a8 cerchio nero · b8 cerchio nero · c8 cerchio nero · a7 cerchio nero · b7 re del nero · c7 cerchio nero · a6 cerchio nero · b6 cerchio nero · c6 cerchio nero · c5 cerchio bianco · d5 cerchio bianco · e5 cerchio bianco · c4 cerchio bianco · d4 re del bianco · e4 cerchio bianco · c3 cerchio bianco · d3 cerchio bianco · e3 cerchio bianco | a8 cerchio nero · b8 cerchio nero · c8 cerchio nero · a7 cerchio nero · b7 re del nero · c7 cerchio nero · a6 cerchio nero · b6 cerchio nero · c6 cerchio nero · c5 cerchio bianco · d5 cerchio bianco · e5 cerchio bianco · c4 cerchio bianco · d4 re del bianco · e4 cerchio bianco · c3 cerchio bianco · d3 cerchio bianco · e3 cerchio bianco | a8 cerchio nero · b8 cerchio nero · c8 cerchio nero · a7 cerchio nero · b7 re del nero · c7 cerchio nero · a6 cerchio nero · b6 cerchio nero · c6 cerchio nero · c5 cerchio bianco · d5 cerchio bianco · e5 cerchio bianco · c4 cerchio bianco · d4 re del bianco · e4 cerchio bianco · c3 cerchio bianco · d3 cerchio bianco · e3 cerchio bianco | a8 cerchio nero · b8 cerchio nero · c8 cerchio nero · a7 cerchio nero · b7 re del nero · c7 cerchio nero · a6 cerchio nero · b6 cerchio nero · c6 cerchio nero · c5 cerchio bianco · d5 cerchio bianco · e5 cerchio bianco · c4 cerchio bianco · d4 re del bianco · e4 cerchio bianco · c3 cerchio bianco · d3 cerchio bianco · e3 cerchio bianco | a8 cerchio nero · b8 cerchio nero · c8 cerchio nero · a7 cerchio nero · b7 re del nero · c7 cerchio nero · a6 cerchio nero · b6 cerchio nero · c6 cerchio nero · c5 cerchio bianco · d5 cerchio bianco · e5 cerchio bianco · c4 cerchio bianco · d4 re del bianco · e4 cerchio bianco · c3 cerchio bianco · d3 cerchio bianco · e3 cerchio bianco | a8 cerchio nero · b8 cerchio nero · c8 cerchio nero · a7 cerchio nero · b7 re del nero · c7 cerchio nero · a6 cerchio nero · b6 cerchio nero · c6 cerchio nero · c5 cerchio bianco · d5 cerchio bianco · e5 cerchio bianco · c4 cerchio bianco · d4 re del bianco · e4 cerchio bianco · c3 cerchio bianco · d3 cerchio bianco · e3 cerchio bianco | 1 |
|   | a | b | c | d | e | f | g | h |   |

|   | a | b | c | d | e | f | g | h |   |
| 8 | c8 torre del nero · c7 cerchio nero · c6 cerchio nero · c5 croce bianca · d5 cerchio bianco · e5 croce bianca · c4 croce bianca · d4 re del bianco · e4 cerchio bianco · g4 cavallo del nero · c3 croce bianca · d3 cerchio bianco · e3 croce bianca | c8 torre del nero · c7 cerchio nero · c6 cerchio nero · c5 croce bianca · d5 cerchio bianco · e5 croce bianca · c4 croce bianca · d4 re del bianco · e4 cerchio bianco · g4 cavallo del nero · c3 croce bianca · d3 cerchio bianco · e3 croce bianca | c8 torre del nero · c7 cerchio nero · c6 cerchio nero · c5 croce bianca · d5 cerchio bianco · e5 croce bianca · c4 croce bianca · d4 re del bianco · e4 cerchio bianco · g4 cavallo del nero · c3 croce bianca · d3 cerchio bianco · e3 croce bianca | c8 torre del nero · c7 cerchio nero · c6 cerchio nero · c5 croce bianca · d5 cerchio bianco · e5 croce bianca · c4 croce bianca · d4 re del bianco · e4 cerchio bianco · g4 cavallo del nero · c3 croce bianca · d3 cerchio bianco · e3 croce bianca | c8 torre del nero · c7 cerchio nero · c6 cerchio nero · c5 croce bianca · d5 cerchio bianco · e5 croce bianca · c4 croce bianca · d4 re del bianco · e4 cerchio bianco · g4 cavallo del nero · c3 croce bianca · d3 cerchio bianco · e3 croce bianca | c8 torre del nero · c7 cerchio nero · c6 cerchio nero · c5 croce bianca · d5 cerchio bianco · e5 croce bianca · c4 croce bianca · d4 re del bianco · e4 cerchio bianco · g4 cavallo del nero · c3 croce bianca · d3 cerchio bianco · e3 croce bianca | c8 torre del nero · c7 cerchio nero · c6 cerchio nero · c5 croce bianca · d5 cerchio bianco · e5 croce bianca · c4 croce bianca · d4 re del bianco · e4 cerchio bianco · g4 cavallo del nero · c3 croce bianca · d3 cerchio bianco · e3 croce bianca | c8 torre del nero · c7 cerchio nero · c6 cerchio nero · c5 croce bianca · d5 cerchio bianco · e5 croce bianca · c4 croce bianca · d4 re del bianco · e4 cerchio bianco · g4 cavallo del nero · c3 croce bianca · d3 cerchio bianco · e3 croce bianca | 8 |
| 7 | c8 torre del nero · c7 cerchio nero · c6 cerchio nero · c5 croce bianca · d5 cerchio bianco · e5 croce bianca · c4 croce bianca · d4 re del bianco · e4 cerchio bianco · g4 cavallo del nero · c3 croce bianca · d3 cerchio bianco · e3 croce bianca | c8 torre del nero · c7 cerchio nero · c6 cerchio nero · c5 croce bianca · d5 cerchio bianco · e5 croce bianca · c4 croce bianca · d4 re del bianco · e4 cerchio bianco · g4 cavallo del nero · c3 croce bianca · d3 cerchio bianco · e3 croce bianca | c8 torre del nero · c7 cerchio nero · c6 cerchio nero · c5 croce bianca · d5 cerchio bianco · e5 croce bianca · c4 croce bianca · d4 re del bianco · e4 cerchio bianco · g4 cavallo del nero · c3 croce bianca · d3 cerchio bianco · e3 croce bianca | c8 torre del nero · c7 cerchio nero · c6 cerchio nero · c5 croce bianca · d5 cerchio bianco · e5 croce bianca · c4 croce bianca · d4 re del bianco · e4 cerchio bianco · g4 cavallo del nero · c3 croce bianca · d3 cerchio bianco · e3 croce bianca | c8 torre del nero · c7 cerchio nero · c6 cerchio nero · c5 croce bianca · d5 cerchio bianco · e5 croce bianca · c4 croce bianca · d4 re del bianco · e4 cerchio bianco · g4 cavallo del nero · c3 croce bianca · d3 cerchio bianco · e3 croce bianca | c8 torre del nero · c7 cerchio nero · c6 cerchio nero · c5 croce bianca · d5 cerchio bianco · e5 croce bianca · c4 croce bianca · d4 re del bianco · e4 cerchio bianco · g4 cavallo del nero · c3 croce bianca · d3 cerchio bianco · e3 croce bianca | c8 torre del nero · c7 cerchio nero · c6 cerchio nero · c5 croce bianca · d5 cerchio bianco · e5 croce bianca · c4 croce bianca · d4 re del bianco · e4 cerchio bianco · g4 cavallo del nero · c3 croce bianca · d3 cerchio bianco · e3 croce bianca | c8 torre del nero · c7 cerchio nero · c6 cerchio nero · c5 croce bianca · d5 cerchio bianco · e5 croce bianca · c4 croce bianca · d4 re del bianco · e4 cerchio bianco · g4 cavallo del nero · c3 croce bianca · d3 cerchio bianco · e3 croce bianca | 7 |
| 6 | c8 torre del nero · c7 cerchio nero · c6 cerchio nero · c5 croce bianca · d5 cerchio bianco · e5 croce bianca · c4 croce bianca · d4 re del bianco · e4 cerchio bianco · g4 cavallo del nero · c3 croce bianca · d3 cerchio bianco · e3 croce bianca | c8 torre del nero · c7 cerchio nero · c6 cerchio nero · c5 croce bianca · d5 cerchio bianco · e5 croce bianca · c4 croce bianca · d4 re del bianco · e4 cerchio bianco · g4 cavallo del nero · c3 croce bianca · d3 cerchio bianco · e3 croce bianca | c8 torre del nero · c7 cerchio nero · c6 cerchio nero · c5 croce bianca · d5 cerchio bianco · e5 croce bianca · c4 croce bianca · d4 re del bianco · e4 cerchio bianco · g4 cavallo del nero · c3 croce bianca · d3 cerchio bianco · e3 croce bianca | c8 torre del nero · c7 cerchio nero · c6 cerchio nero · c5 croce bianca · d5 cerchio bianco · e5 croce bianca · c4 croce bianca · d4 re del bianco · e4 cerchio bianco · g4 cavallo del nero · c3 croce bianca · d3 cerchio bianco · e3 croce bianca | c8 torre del nero · c7 cerchio nero · c6 cerchio nero · c5 croce bianca · d5 cerchio bianco · e5 croce bianca · c4 croce bianca · d4 re del bianco · e4 cerchio bianco · g4 cavallo del nero · c3 croce bianca · d3 cerchio bianco · e3 croce bianca | c8 torre del nero · c7 cerchio nero · c6 cerchio nero · c5 croce bianca · d5 cerchio bianco · e5 croce bianca · c4 croce bianca · d4 re del bianco · e4 cerchio bianco · g4 cavallo del nero · c3 croce bianca · d3 cerchio bianco · e3 croce bianca | c8 torre del nero · c7 cerchio nero · c6 cerchio nero · c5 croce bianca · d5 cerchio bianco · e5 croce bianca · c4 croce bianca · d4 re del bianco · e4 cerchio bianco · g4 cavallo del nero · c3 croce bianca · d3 cerchio bianco · e3 croce bianca | c8 torre del nero · c7 cerchio nero · c6 cerchio nero · c5 croce bianca · d5 cerchio bianco · e5 croce bianca · c4 croce bianca · d4 re del bianco · e4 cerchio bianco · g4 cavallo del nero · c3 croce bianca · d3 cerchio bianco · e3 croce bianca | 6 |
| 5 | c8 torre del nero · c7 cerchio nero · c6 cerchio nero · c5 croce bianca · d5 cerchio bianco · e5 croce bianca · c4 croce bianca · d4 re del bianco · e4 cerchio bianco · g4 cavallo del nero · c3 croce bianca · d3 cerchio bianco · e3 croce bianca | c8 torre del nero · c7 cerchio nero · c6 cerchio nero · c5 croce bianca · d5 cerchio bianco · e5 croce bianca · c4 croce bianca · d4 re del bianco · e4 cerchio bianco · g4 cavallo del nero · c3 croce bianca · d3 cerchio bianco · e3 croce bianca | c8 torre del nero · c7 cerchio nero · c6 cerchio nero · c5 croce bianca · d5 cerchio bianco · e5 croce bianca · c4 croce bianca · d4 re del bianco · e4 cerchio bianco · g4 cavallo del nero · c3 croce bianca · d3 cerchio bianco · e3 croce bianca | c8 torre del nero · c7 cerchio nero · c6 cerchio nero · c5 croce bianca · d5 cerchio bianco · e5 croce bianca · c4 croce bianca · d4 re del bianco · e4 cerchio bianco · g4 cavallo del nero · c3 croce bianca · d3 cerchio bianco · e3 croce bianca | c8 torre del nero · c7 cerchio nero · c6 cerchio nero · c5 croce bianca · d5 cerchio bianco · e5 croce bianca · c4 croce bianca · d4 re del bianco · e4 cerchio bianco · g4 cavallo del nero · c3 croce bianca · d3 cerchio bianco · e3 croce bianca | c8 torre del nero · c7 cerchio nero · c6 cerchio nero · c5 croce bianca · d5 cerchio bianco · e5 croce bianca · c4 croce bianca · d4 re del bianco · e4 cerchio bianco · g4 cavallo del nero · c3 croce bianca · d3 cerchio bianco · e3 croce bianca | c8 torre del nero · c7 cerchio nero · c6 cerchio nero · c5 croce bianca · d5 cerchio bianco · e5 croce bianca · c4 croce bianca · d4 re del bianco · e4 cerchio bianco · g4 cavallo del nero · c3 croce bianca · d3 cerchio bianco · e3 croce bianca | c8 torre del nero · c7 cerchio nero · c6 cerchio nero · c5 croce bianca · d5 cerchio bianco · e5 croce bianca · c4 croce bianca · d4 re del bianco · e4 cerchio bianco · g4 cavallo del nero · c3 croce bianca · d3 cerchio bianco · e3 croce bianca | 5 |
| 4 | c8 torre del nero · c7 cerchio nero · c6 cerchio nero · c5 croce bianca · d5 cerchio bianco · e5 croce bianca · c4 croce bianca · d4 re del bianco · e4 cerchio bianco · g4 cavallo del nero · c3 croce bianca · d3 cerchio bianco · e3 croce bianca | c8 torre del nero · c7 cerchio nero · c6 cerchio nero · c5 croce bianca · d5 cerchio bianco · e5 croce bianca · c4 croce bianca · d4 re del bianco · e4 cerchio bianco · g4 cavallo del nero · c3 croce bianca · d3 cerchio bianco · e3 croce bianca | c8 torre del nero · c7 cerchio nero · c6 cerchio nero · c5 croce bianca · d5 cerchio bianco · e5 croce bianca · c4 croce bianca · d4 re del bianco · e4 cerchio bianco · g4 cavallo del nero · c3 croce bianca · d3 cerchio bianco · e3 croce bianca | c8 torre del nero · c7 cerchio nero · c6 cerchio nero · c5 croce bianca · d5 cerchio bianco · e5 croce bianca · c4 croce bianca · d4 re del bianco · e4 cerchio bianco · g4 cavallo del nero · c3 croce bianca · d3 cerchio bianco · e3 croce bianca | c8 torre del nero · c7 cerchio nero · c6 cerchio nero · c5 croce bianca · d5 cerchio bianco · e5 croce bianca · c4 croce bianca · d4 re del bianco · e4 cerchio bianco · g4 cavallo del nero · c3 croce bianca · d3 cerchio bianco · e3 croce bianca | c8 torre del nero · c7 cerchio nero · c6 cerchio nero · c5 croce bianca · d5 cerchio bianco · e5 croce bianca · c4 croce bianca · d4 re del bianco · e4 cerchio bianco · g4 cavallo del nero · c3 croce bianca · d3 cerchio bianco · e3 croce bianca | c8 torre del nero · c7 cerchio nero · c6 cerchio nero · c5 croce bianca · d5 cerchio bianco · e5 croce bianca · c4 croce bianca · d4 re del bianco · e4 cerchio bianco · g4 cavallo del nero · c3 croce bianca · d3 cerchio bianco · e3 croce bianca | c8 torre del nero · c7 cerchio nero · c6 cerchio nero · c5 croce bianca · d5 cerchio bianco · e5 croce bianca · c4 croce bianca · d4 re del bianco · e4 cerchio bianco · g4 cavallo del nero · c3 croce bianca · d3 cerchio bianco · e3 croce bianca | 4 |
| 3 | c8 torre del nero · c7 cerchio nero · c6 cerchio nero · c5 croce bianca · d5 cerchio bianco · e5 croce bianca · c4 croce bianca · d4 re del bianco · e4 cerchio bianco · g4 cavallo del nero · c3 croce bianca · d3 cerchio bianco · e3 croce bianca | c8 torre del nero · c7 cerchio nero · c6 cerchio nero · c5 croce bianca · d5 cerchio bianco · e5 croce bianca · c4 croce bianca · d4 re del bianco · e4 cerchio bianco · g4 cavallo del nero · c3 croce bianca · d3 cerchio bianco · e3 croce bianca | c8 torre del nero · c7 cerchio nero · c6 cerchio nero · c5 croce bianca · d5 cerchio bianco · e5 croce bianca · c4 croce bianca · d4 re del bianco · e4 cerchio bianco · g4 cavallo del nero · c3 croce bianca · d3 cerchio bianco · e3 croce bianca | c8 torre del nero · c7 cerchio nero · c6 cerchio nero · c5 croce bianca · d5 cerchio bianco · e5 croce bianca · c4 croce bianca · d4 re del bianco · e4 cerchio bianco · g4 cavallo del nero · c3 croce bianca · d3 cerchio bianco · e3 croce bianca | c8 torre del nero · c7 cerchio nero · c6 cerchio nero · c5 croce bianca · d5 cerchio bianco · e5 croce bianca · c4 croce bianca · d4 re del bianco · e4 cerchio bianco · g4 cavallo del nero · c3 croce bianca · d3 cerchio bianco · e3 croce bianca | c8 torre del nero · c7 cerchio nero · c6 cerchio nero · c5 croce bianca · d5 cerchio bianco · e5 croce bianca · c4 croce bianca · d4 re del bianco · e4 cerchio bianco · g4 cavallo del nero · c3 croce bianca · d3 cerchio bianco · e3 croce bianca | c8 torre del nero · c7 cerchio nero · c6 cerchio nero · c5 croce bianca · d5 cerchio bianco · e5 croce bianca · c4 croce bianca · d4 re del bianco · e4 cerchio bianco · g4 cavallo del nero · c3 croce bianca · d3 cerchio bianco · e3 croce bianca | c8 torre del nero · c7 cerchio nero · c6 cerchio nero · c5 croce bianca · d5 cerchio bianco · e5 croce bianca · c4 croce bianca · d4 re del bianco · e4 cerchio bianco · g4 cavallo del nero · c3 croce bianca · d3 cerchio bianco · e3 croce bianca | 3 |
| 2 | c8 torre del nero · c7 cerchio nero · c6 cerchio nero · c5 croce bianca · d5 cerchio bianco · e5 croce bianca · c4 croce bianca · d4 re del bianco · e4 cerchio bianco · g4 cavallo del nero · c3 croce bianca · d3 cerchio bianco · e3 croce bianca | c8 torre del nero · c7 cerchio nero · c6 cerchio nero · c5 croce bianca · d5 cerchio bianco · e5 croce bianca · c4 croce bianca · d4 re del bianco · e4 cerchio bianco · g4 cavallo del nero · c3 croce bianca · d3 cerchio bianco · e3 croce bianca | c8 torre del nero · c7 cerchio nero · c6 cerchio nero · c5 croce bianca · d5 cerchio bianco · e5 croce bianca · c4 croce bianca · d4 re del bianco · e4 cerchio bianco · g4 cavallo del nero · c3 croce bianca · d3 cerchio bianco · e3 croce bianca | c8 torre del nero · c7 cerchio nero · c6 cerchio nero · c5 croce bianca · d5 cerchio bianco · e5 croce bianca · c4 croce bianca · d4 re del bianco · e4 cerchio bianco · g4 cavallo del nero · c3 croce bianca · d3 cerchio bianco · e3 croce bianca | c8 torre del nero · c7 cerchio nero · c6 cerchio nero · c5 croce bianca · d5 cerchio bianco · e5 croce bianca · c4 croce bianca · d4 re del bianco · e4 cerchio bianco · g4 cavallo del nero · c3 croce bianca · d3 cerchio bianco · e3 croce bianca | c8 torre del nero · c7 cerchio nero · c6 cerchio nero · c5 croce bianca · d5 cerchio bianco · e5 croce bianca · c4 croce bianca · d4 re del bianco · e4 cerchio bianco · g4 cavallo del nero · c3 croce bianca · d3 cerchio bianco · e3 croce bianca | c8 torre del nero · c7 cerchio nero · c6 cerchio nero · c5 croce bianca · d5 cerchio bianco · e5 croce bianca · c4 croce bianca · d4 re del bianco · e4 cerchio bianco · g4 cavallo del nero · c3 croce bianca · d3 cerchio bianco · e3 croce bianca | c8 torre del nero · c7 cerchio nero · c6 cerchio nero · c5 croce bianca · d5 cerchio bianco · e5 croce bianca · c4 croce bianca · d4 re del bianco · e4 cerchio bianco · g4 cavallo del nero · c3 croce bianca · d3 cerchio bianco · e3 croce bianca | 2 |
| 1 | c8 torre del nero · c7 cerchio nero · c6 cerchio nero · c5 croce bianca · d5 cerchio bianco · e5 croce bianca · c4 croce bianca · d4 re del bianco · e4 cerchio bianco · g4 cavallo del nero · c3 croce bianca · d3 cerchio bianco · e3 croce bianca | c8 torre del nero · c7 cerchio nero · c6 cerchio nero · c5 croce bianca · d5 cerchio bianco · e5 croce bianca · c4 croce bianca · d4 re del bianco · e4 cerchio bianco · g4 cavallo del nero · c3 croce bianca · d3 cerchio bianco · e3 croce bianca | c8 torre del nero · c7 cerchio nero · c6 cerchio nero · c5 croce bianca · d5 cerchio bianco · e5 croce bianca · c4 croce bianca · d4 re del bianco · e4 cerchio bianco · g4 cavallo del nero · c3 croce bianca · d3 cerchio bianco · e3 croce bianca | c8 torre del nero · c7 cerchio nero · c6 cerchio nero · c5 croce bianca · d5 cerchio bianco · e5 croce bianca · c4 croce bianca · d4 re del bianco · e4 cerchio bianco · g4 cavallo del nero · c3 croce bianca · d3 cerchio bianco · e3 croce bianca | c8 torre del nero · c7 cerchio nero · c6 cerchio nero · c5 croce bianca · d5 cerchio bianco · e5 croce bianca · c4 croce bianca · d4 re del bianco · e4 cerchio bianco · g4 cavallo del nero · c3 croce bianca · d3 cerchio bianco · e3 croce bianca | c8 torre del nero · c7 cerchio nero · c6 cerchio nero · c5 croce bianca · d5 cerchio bianco · e5 croce bianca · c4 croce bianca · d4 re del bianco · e4 cerchio bianco · g4 cavallo del nero · c3 croce bianca · d3 cerchio bianco · e3 croce bianca | c8 torre del nero · c7 cerchio nero · c6 cerchio nero · c5 croce bianca · d5 cerchio bianco · e5 croce bianca · c4 croce bianca · d4 re del bianco · e4 cerchio bianco · g4 cavallo del nero · c3 croce bianca · d3 cerchio bianco · e3 croce bianca | c8 torre del nero · c7 cerchio nero · c6 cerchio nero · c5 croce bianca · d5 cerchio bianco · e5 croce bianca · c4 croce bianca · d4 re del bianco · e4 cerchio bianco · g4 cavallo del nero · c3 croce bianca · d3 cerchio bianco · e3 croce bianca | 1 |
|   | a | b | c | d | e | f | g | h |   |

La partita inizia con il re bianco sulla casa indicata in notazione algebrica come e1 ed il re nero sulla casa e8. Il re può muoversi di una casa alla volta in qualsiasi direzione (verticale, orizzontale o diagonale) a condizione che la casa di arrivo non sia minacciata da un pezzo avversario. Può catturare pezzi avversari muovendosi sulla casa occupata dal pezzo avversario. Inoltre, in congiunzione con la torre, può eseguire la mossa dell'arrocco.

## Il ruolo durante il gioco
Durante il gioco di apertura e durante il mediogioco, il re raramente ha un ruolo attivo. Anzi, in genere viene portato al sicuro dietro ai suoi pedoni e pezzi, con l'arrocco. Nel finale il ruolo del re diviene invece fondamentale contribuendo per esempio alla difesa e promozione dei propri pedoni. In alcune situazioni, il pezzo può essere attivamente partecipe persino di uno scacco matto.
|   | a                                                     | b                                                     | c                                                     | d                                                     | e                                                     | f                                                     | g                                                     | h                                                     |   |
| 8 | h3 torre del nero · f1 re del nero · h1 re del bianco | h3 torre del nero · f1 re del nero · h1 re del bianco | h3 torre del nero · f1 re del nero · h1 re del bianco | h3 torre del nero · f1 re del nero · h1 re del bianco | h3 torre del nero · f1 re del nero · h1 re del bianco | h3 torre del nero · f1 re del nero · h1 re del bianco | h3 torre del nero · f1 re del nero · h1 re del bianco | h3 torre del nero · f1 re del nero · h1 re del bianco | 8 |
| 7 | h3 torre del nero · f1 re del nero · h1 re del bianco | h3 torre del nero · f1 re del nero · h1 re del bianco | h3 torre del nero · f1 re del nero · h1 re del bianco | h3 torre del nero · f1 re del nero · h1 re del bianco | h3 torre del nero · f1 re del nero · h1 re del bianco | h3 torre del nero · f1 re del nero · h1 re del bianco | h3 torre del nero · f1 re del nero · h1 re del bianco | h3 torre del nero · f1 re del nero · h1 re del bianco | 7 |
| 6 | h3 torre del nero · f1 re del nero · h1 re del bianco | h3 torre del nero · f1 re del nero · h1 re del bianco | h3 torre del nero · f1 re del nero · h1 re del bianco | h3 torre del nero · f1 re del nero · h1 re del bianco | h3 torre del nero · f1 re del nero · h1 re del bianco | h3 torre del nero · f1 re del nero · h1 re del bianco | h3 torre del nero · f1 re del nero · h1 re del bianco | h3 torre del nero · f1 re del nero · h1 re del bianco | 6 |
| 5 | h3 torre del nero · f1 re del nero · h1 re del bianco | h3 torre del nero · f1 re del nero · h1 re del bianco | h3 torre del nero · f1 re del nero · h1 re del bianco | h3 torre del nero · f1 re del nero · h1 re del bianco | h3 torre del nero · f1 re del nero · h1 re del bianco | h3 torre del nero · f1 re del nero · h1 re del bianco | h3 torre del nero · f1 re del nero · h1 re del bianco | h3 torre del nero · f1 re del nero · h1 re del bianco | 5 |
| 4 | h3 torre del nero · f1 re del nero · h1 re del bianco | h3 torre del nero · f1 re del nero · h1 re del bianco | h3 torre del nero · f1 re del nero · h1 re del bianco | h3 torre del nero · f1 re del nero · h1 re del bianco | h3 torre del nero · f1 re del nero · h1 re del bianco | h3 torre del nero · f1 re del nero · h1 re del bianco | h3 torre del nero · f1 re del nero · h1 re del bianco | h3 torre del nero · f1 re del nero · h1 re del bianco | 4 |
| 3 | h3 torre del nero · f1 re del nero · h1 re del bianco | h3 torre del nero · f1 re del nero · h1 re del bianco | h3 torre del nero · f1 re del nero · h1 re del bianco | h3 torre del nero · f1 re del nero · h1 re del bianco | h3 torre del nero · f1 re del nero · h1 re del bianco | h3 torre del nero · f1 re del nero · h1 re del bianco | h3 torre del nero · f1 re del nero · h1 re del bianco | h3 torre del nero · f1 re del nero · h1 re del bianco | 3 |
| 2 | h3 torre del nero · f1 re del nero · h1 re del bianco | h3 torre del nero · f1 re del nero · h1 re del bianco | h3 torre del nero · f1 re del nero · h1 re del bianco | h3 torre del nero · f1 re del nero · h1 re del bianco | h3 torre del nero · f1 re del nero · h1 re del bianco | h3 torre del nero · f1 re del nero · h1 re del bianco | h3 torre del nero · f1 re del nero · h1 re del bianco | h3 torre del nero · f1 re del nero · h1 re del bianco | 2 |
| 1 | h3 torre del nero · f1 re del nero · h1 re del bianco | h3 torre del nero · f1 re del nero · h1 re del bianco | h3 torre del nero · f1 re del nero · h1 re del bianco | h3 torre del nero · f1 re del nero · h1 re del bianco | h3 torre del nero · f1 re del nero · h1 re del bianco | h3 torre del nero · f1 re del nero · h1 re del bianco | h3 torre del nero · f1 re del nero · h1 re del bianco | h3 torre del nero · f1 re del nero · h1 re del bianco | 1 |
|   | a                                                     | b                                                     | c                                                     | d                                                     | e                                                     | f                                                     | g                                                     | h                                                     |   |